# Dénezé-sous-le-Lude
Dénezé-sous-le-Lude è un comune francese di 306 abitanti situato nel dipartimento del Maine e Loira nella regione dei Paesi della Loira.

## Società

### Evoluzione demografica
Abitanti censiti